# Munakata
Munakata (広島市, Munakata-shi) je grad prefekture Fukuoka na sjevernoj obali otoka Kyūshūa (Kyūshū, regija). Munakata je osnovana 1. travnja 1954. spajanjem nekoliko malih sela u općini munakata (jap. 宗像町, Munakata-machi), a dobila je status grada 1. travnja 1981. No, ovo područje je još od razdoblje Asuka bilo mjesto svetišta Munakata Taisha, posvećenima trima kćerima božice Amaterasu, a koji su glavni za oko 6.000 Munataka svetišta širom Japana. Od 2017. godine UNESCO je njegova tri glavna svetišta i obližnje tumule Shimbaru-Nuyama, zajedno sa svetim otokom Okinoshimom koji također pripada općini Munakata (ali je 60 km sjevernije), upisao na popis mjesta svjetske baštine u Aziji jer „pružaju dokaze o snažnoj razmjeni između Japanskog otočja, Korejskog poluotoka i Azijskog kontinenta”.

## Povijest
Zbog svog geografskog položaja, Munakata je bio mjesto drevne trgovine Koreje i Kine s japanskim otočjem. U razdoblju Asuka (538. – 710.) Munakata se rasprostirala od Onga na zapadu, južno do Wakamiya i Miyata, te Shingūa na zapadu. Tijekom razdoblja građanskih ratova, klanski vođa (daimyō) bio je vrhovni šinto svećenik svetišta Munakata Taisha, koji je osnovao dvorac Tsutagadake na brdu Jo. Odatle su Munakata, Onga i Kurate odbili invaziju klana Ōtomo, vladara Kyushua.
Dana 1. travnja 2003., Munakati je pripao gradić Genkai, a 28. travnja 2005. i selo Ōshima na istoimenom obližnjem otoku. U potresu 20. travnja 2005. nastala je šteta u različitim dijelovima grada.

## Znamenitosti
Akama (赤間) je povijesna četvrt i gradsko središte Munakate. Sastoji se od redova kuća i hotela Akama koji prate ulice prema ruševinama starih dvoraca Hakusan i Tsutagadake. U blizini se nalazi i željeznička postaja Akama koja se nalazi na glavnoj željeznici Kyushua, Kagoshima. U općini se nalaze još dvije željezničke postaje, Kyōikudaimae i Tōgō.
Najveće znamenitosti Munakate su šintoistička svetišta, UNESCO-ova svjetska baština:
| Slika                            | Ime                     | Posvećen                              | Lokacija   | Koordinate                                               | Odlike |
| -------------------------------- | ----------------------- | ------------------------------------- | ---------- | -------------------------------------------------------- | --- |
| Hetsu-gū                         | Hetsumiya (辺津宮)      | Ichikishima Hime-no-Kami (市杵島姫神) | Munakata   | landmark 33°49′47″N 130°30′51″E / 33.82972°N 130.51417°E | Hram Hetsu-gū je glavni hram (honden) Munakata Taisha svetišta i u njemu se nalazi glavna dvorana za molitve (haiden) iz 1578. U riznici svetišta, Shinpō-kanu (神寶館), čuva se šest nacionalnih blaga Japana, ali i preko 120.000 artefakata koji su pronađeni na svetom otoku Okinoshimi.                                                                                               |
| Nakatsu-gū                       | Nakatsumiya (中津宮)    | Tagitsu Hime-no-Kami (湍津姫神)       | Ōshima     | landmark 33°53′50″N 130°25′54″E / 33.89722°N 130.43167°E | Nacionalni povijesni lokalitet Munakata Taisha svetišta ima Ontakesan ritualne ruševine koje su služile za vjersku službu na otvorenom, a od koje vodi planinska staza do Mitake svetišta na vrhu otoka. |
| Okitsu-miya Yohaisho             | Okitsu-miya Yohaisho    | Tagori Hime-no-Kami (田心姫神)        | Ōshima     | landmark 33°54′32″N 130°25′41″E / 33.90889°N 130.42806°E | Ovaj hram su podigle žene u kasnom razdoblju Edo, kako bi štovali božicu jer je glavni hram božice Tagori na otoku Okinoshimi zabranjen ženama. |
| Svetište Okitsu-gu na Okinoshimi | Okitsu-miya             | Tagori Hime-no-Kami (田心姫神)        | Okinoshima | landmark 34°14′33″N 130°6′14″E / 34.24250°N 130.10389°E  | Na mjestu rituala koji se nisu mijenjali od 4. do 9. stoljeća, na jugoistoku otoka, polovicom 17. stoljeća podignuto je Okitsu-gū svetište. Svetište je održavano i obnavljano nekoliko puta u izvornom obliku, sve do vladavine cara Hirohita u 20. st. Između 1954. i 1971. godine provedena su velika iskopavanja na 23 mjesta na otoku, prilikom kojih je pronađeno 80.000 artefakata. |
| Orihata-jinja (Munakata)         | Tumuli Shimbaru-Nuyama) | Plemićke grobnice                     | Munakata   | landmark 33°49′3″N 130°29′10″E / 33.81750°N 130.48611°E  | |

## Gradovi prijatelji
- Gimhae, Južna Koreja